# Burgundiske dynasti (Portugal)
Det burgundiske dynasti var det første portugisiske kongehus og herskede fra 1093 til 1383 over landet. 
De fleste konger fra det burgundiske hus bar navnet Alfonso (portugisisk Afonso), så dynastiet er også kendt som det alfonsinske hus. De burgundiske konger af Portugal nedstammede fra den ældre linje af hertuger af Burgund. Første portugisiske hersker fra det burgundiske hus var Henrik af Burgund, der i 1093 blev greve af Portugal. Han søn, Alfons I antog i 1139 kongetitel. Burgunderkongerne var på deres magts højdepunkt under kong Dionysius fra 1279 til 1325.
I mandslinjen uddøde dynastiet, da kong Ferdinand I i 1383 døde uden mandlige arvinger, hvorefter hans halvbror Johan den Store blev konge. Johan var uægte søn af Peter I og grundlagde slægten Aviz.
| Historie | Spire Denne historieartikel er en spire som bør udbygges. Du er velkommen til at hjælpe Wikipedia ved at udvide den. |

|  | Infoboks uden skabelon Denne artikel har en infoboks dannet af en tabel eller tilsvarende. |